# Kozaperovica
Kozaperovica is een plaats in de gemeente Glina in de Kroatische provincie Sisak-Moslavina. De plaats telt 72 inwoners (2001).